# ルイス・フェルナンド・スアレス
ルイス・フェルナンド・スアレス（Luis Fernando Suárez Guzmán、1959年12月23日 - ）は、コロンビアの元サッカー選手、指導者。現役時代のポジションはディフェンダー。

## 経歴
選手時代は、アトレティコ・ナシオナル、デポルティーボ・ペレイラでプレーした。
引退後、コロンビア、エクアドルのクラブの監督を経て、2004年にエクアドル代表監督に就任。2006 FIFAワールドカップではポーランド、コスタリカに勝利、ベスト16に勝ち進んだ。コパ・アメリカ2007では3戦全敗となった。
その後、2011年にホンジュラス代表監督に就任。2011、2013 CONCACAFゴールドカップで2大会連続でベスト4の成績を残した。しかし、2014 FIFAワールドカップでは3戦全敗で終わり、大会後に監督を退任した。
2021年にはコスタリカ代表監督に就任。2022 FIFAワールドカップでは、グループステージで日本に勝利したものの、1勝2敗の最下位で敗退となった。2023 CONCACAFゴールドカップの後、退任した。